# Witley and Milford

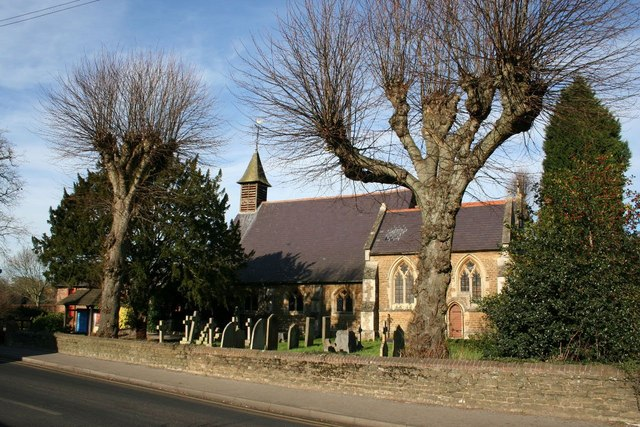
Milford

Witley and Milford (innan 2023 Witley) är en civil parish i distriktet Waverley, i Storbritannien, 60 km sydväst om huvudstaden London. Den ligger i grevskapet Surrey och riksdelen England.